# شعب المنيل
شعب المنيل هي إحدى حارات حي الظهار بمدينة إب اليمنية، بلغ تعداد سكانها 3409 نسمة حسب تعداد اليمن لعام 2004.